# XIX Всемирный фестиваль молодёжи и студентов
XIX Всемирный фестиваль молодёжи и студентов — международный молодежный фестиваль, который проходил с 14 по 22 октября 2017 в Сочи. Днём ранее в Москве состоялось молодёжное карнавальное шествие, посвящённое 70-летию фестивального движения.
Лозунг фестиваля — «За мир, солидарность и социальную справедливость, мы боремся против империализма — уважая наше прошлое, мы строим будущее!».
Основным организатором фестиваля является Всемирная федерация демократической молодёжи (ВФДМ) через национальные подготовительные комитеты в странах. В России Национальный подготовительный комитет был создан на базе Национального Совета молодёжных и детских объединений России. В НПК России вошли 50 крупнейших молодёжных организаций страны, включая все членские организации ВФДМ из России и молодёжные крылья всех парламентских партий. Российский Национальный подготовительный комитет возглавил Григорий Петушков, ранее возглавлявший заявочный комитет на проведение фестиваля. Также в России указом Президента был создан правительственный оргкомитет, который возглавил первый заместитель руководителя Администрации Президента Российской Федерации С. В. Кириенко, и исполнительная Дирекция по подготовке и проведению ВФМС на базе подрядчика Фонда «Росконгресс». Всего в фестивале приняли участие 25 тысяч человек из более чем 180 стран.
Всемирный фестиваль молодёжи и студентов проходил на территории России уже в третий раз: до этого в Москве проходили 6-й фестиваль в 1957 году и 12-й фестиваль в 1985 году.
Владимир Путин на встрече с участниками Всероссийского молодежного образовательного форума «Таврида» заявил, что «необходимо уйти от политизации фестиваля и посвятить его просто молодым людям».

## Подготовка проведения

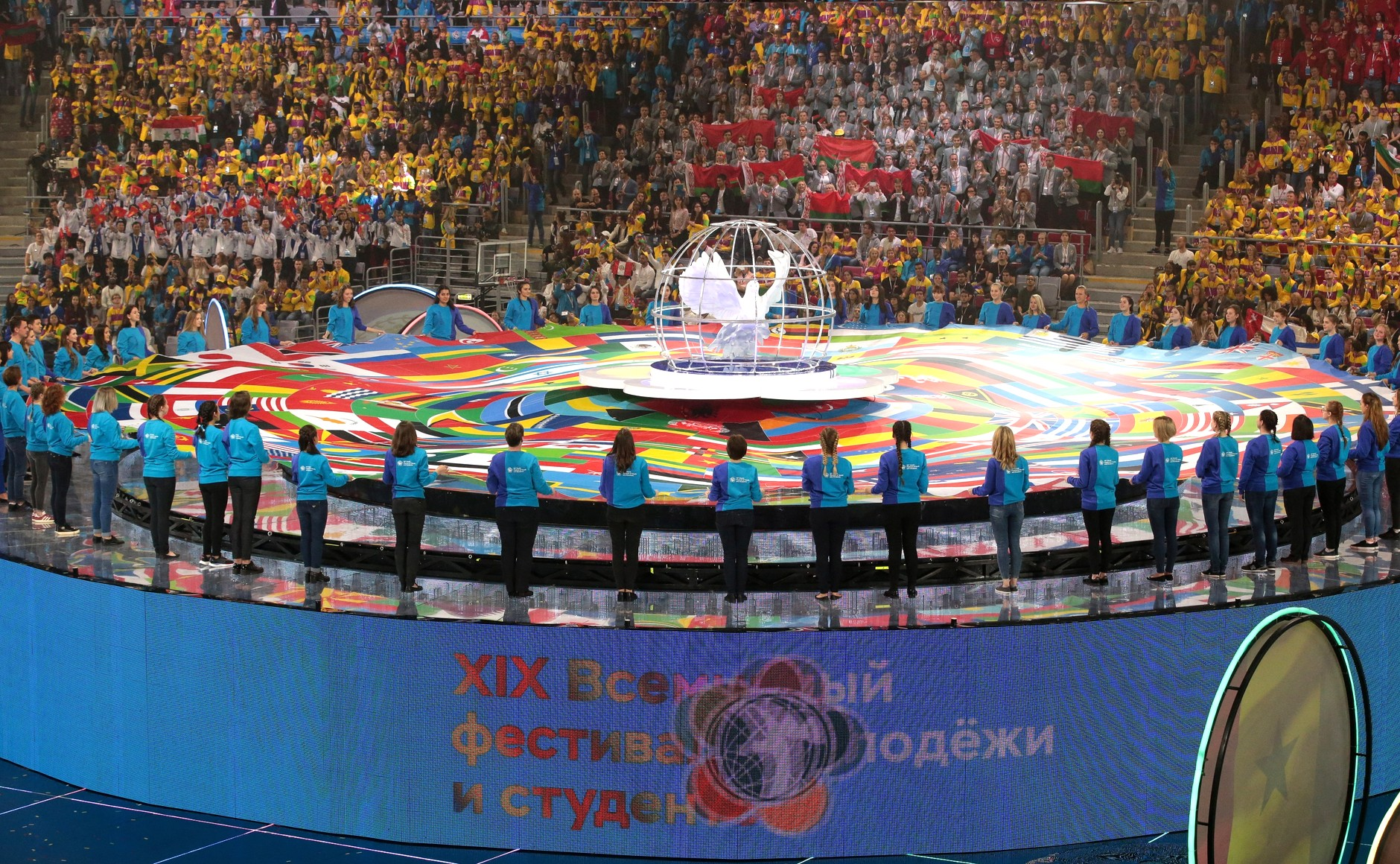
Церемония открытия 19-го Международного фестиваля молодёжи и студентов. Сочи, ледовый дворец Большой

Заявка на проведение XIX ВФМС готовилась по инициативе российских молодёжных организаций — членов ВФДМ при поддержке администрации президента России и Федерального агентства по делам молодёжи, Национального Совета молодёжных и детских объединений России, Российского союза молодёжи, Международного молодёжного центра и других общественных организаций и государственных структур. Впервые заявку на проведение ВФМС была презентована российской делегацией на заседании Генеральной Ассамблеи ВФДМ в Гаване (Куба) 10 ноября 2015 года. Полное решение о проведении фестиваля в России было принято на международном совещании в Москве 7 февраля 2016 года.
Дата и место проведения, девиз, логотип и гимн фестиваля были утверждены на первой подготовительной встрече в Каракасе 5 июня 2016 года. Символами ВФМС были выбраны Эрнесто Че Гевара и Мохаммед Абдельазиз. На третьей подготовительной встрече в Коломбо было решено посвятить фестиваль Фиделю Кастро в знак признания его вклада в фестивальное движение. 28 апреля 2017 года путем голосования в группе «ВКонтакте» были определены талисманы фестиваля — горностай Шурик (СМИ ошибочно называют хорьком), робот Ромашка и белый медведь Мишаня.
10 сентября 2016 года стартовала кампания по набору участников из России. С 1 октября 2016 заявки стали подавать иностранные делегаты. Всего было подано свыше 50 тыс. анкет из 183 стран, подача заявок для иностранных делегатов завершилась 16 июня 2017 года.

## Программа фестиваля
| Дата проведения         | Название | Описание | Место |
| ----------------------- | --- | --- | --- |
| Парад-карнавал          | | | |
| 14 октября              | Встреча гостей на параде-карнавале                                                                            | Реконструкция парада VI фестиваля 1957 года, завершившимся концертом в СК «Лужники» | Город Москва, от площади Васильевский спуск по Кремлёвской, Пречистенской, Фрунзенской и Лужнецкой набережным до спортивного комплекса «Лужники» |
| Церемония открытия      | | | |
| 15 октября              | Церемония открытия                                                                                            | | Город Сочи, Ледовый дворец «Большой» |
| Дискуссионная программа | | | |
| 15 октября              | Первый образовательный день                                                                                   | - Цели и достижения Великой Октябрьской Социалистической революции - Выставка, посвящённая Советской эпохе - Выставка, посвящённая жизни Эрнесто Че Гевары - Наследие Эрнесто Че Гевары в молодёжном движении - Специальная выставка, посвящённая VI и XII ВФМС, проходившим в СССР - и др. | Город Сочи |
| 16 октября              | День Америки                                                                                                  | - Борьба за сохранение суверенитета, независимость и самоопределение - Дружба народов и борьба с фашизмом, расизмом, дискриминацией и ксенофобией - Уязвимое положение молодёжи и молодёжная безработица: способы решения этих проблем - Роль молодёжи в борьбе за достижение мира и международной солидарности - Роль СССР в победе над нацизмом и фашизмом - Здоровый образ жизни — национальная проблема современного общества - Национальные культурные ценности — традиции, память и идентичность - и др. | Город Сочи |
| 17 октября              | День Африки                                                                                                   | - Роль молодёжи в борьбе за гендерное равенство - Традиция студенческого движения, его история и перспективы - Че и Кубинская революция - Борьба со всеми вредными привычками - и др. | Город Сочи |
| 18 октября              | День Ближнего Востока                                                                                         | - Студенческое движение в борьбе за бесплатное и качественное государственное образование. Борьба молодёжи за свободный и всеобщий доступ к здравоохранению, образованию, науке, культуре и информации. - Неграмотность в 21 веке и борьба с ней - Научный взгляд на глобальное пространство - Борьба человечества против экстремизма и системы, порождающей терроризм - и др. | Город Сочи |
| 19 октября              | День Азии и Океании                                                                                           | - Молодые члены профсоюзов - Права молодёжи в отношении доступа к спортивной и культурной сфере - Интеграция молодёжи с профсоюзами - Вклад СССР в борьбу национально-освободительных движений - Эксплуатация детского труда и права ребенка - и др. | Город Сочи |
| 20 октября              | День Европы                                                                                                   | - Научно-технический прогресс и его влияние на окружающую среду - Окружающая среда и развитие на службе молодёжи и человечества в целом - Движение ВФМС и его история - Изменение климата и меры по борьбе с ним - Люди должны иметь свободный доступ к воде как к всеобщему ресурсу - Влияние социальных СМИ на общество - Борьба человечества против войн, вторжений и оккупаций - и др. | Город Сочи |
| 21 октября              | День России                                                                                                   | - Вода как всеобщий ресурс. Борьба с приватизацией водных ресурсов - Против любых попыток фальсификации истории и пересмотра итогов Второй мировой войны - И др. | Город Сочи |
| Культурная программа    | | | |
| 16 октября              | Джазовый фестиваль Sochi Jazz Festival                                                                        | | Город Сочи |
| 17 октября              | Фестиваль современной музыки                                                                                  | | Город Сочи |
| 18 октября              | Фестиваль «Максимум»                                                                                          | | Город Сочи |
| 19 октября              | День национальных культур                                                                                     | | Город Сочи |
| 20 октября              | Заключительный концерт Мирового молодежного симфонического оркестра                                           | | Город Сочи |
| 20 октября              | Гала-концерт «Музыка — образ будущего»                                                                        | | Город Сочи |
| 21 октября              | Шоу «Россия»                                                                                                  | | Город Сочи |
| Ежедневно               | Пространство «Новый театр»                                                                                    | | Город Сочи |
| Ежедневно               | Фестиваль уличной культуры «More Jam»                                                                         | | Город Сочи |
| Ежедневно               | Интерактивная площадка «Библиотека будущего»                                                                  | | Город Сочи |
| Ежедневно               | Молодёжный фотоцентр                                                                                          | | Город Сочи |
| Ежедневно               | Арт-центр | | Город Сочи |
| Ежедневно               | Международный молодёжный кинофорум                                                                            | | Город Сочи |
| Ежедневно               | Танцевальная академия                                                                                         | | Город Сочи |
| Спортивная программа    | | | |
| 15 октября              | Открытие площадки «Всемирное ГТО»                                                                             | | Город Сочи |
| 16 октября              | Фестивальный забег на 2017 метров                                                                             | | Город Сочи |
| 16 октября              | Открытие «Танцующей планеты». Интерактивная зона Федерации танцевального спорта и акробатического рок-н-ролла | | Город Сочи |
| 17 октября              | Шоу роуп-скиппинг                                                                                             | | Город Сочи |
| 17 октября              | Турнир среди выпускников workout camp                                                                         | | Город Сочи |
| 18 октября              | Шоу-заезд «Экогонка»                                                                                          | | Город Сочи |
| 18 октября              | «Битва роботов-2017»                                                                                          | | Город Сочи |
| 18 октября              | Сеанс одновременной игры на 30 досках вслепую                                                                 | | Город Сочи |
| 19 октября              | Финальные соревнования по экстремальным видам спорта                                                          | | Город Сочи |
| 19 октября              | «Битва роботов-2017»                                                                                          | | Город Сочи |
| 20 октября              | Выступления команды football freestyle                                                                        | | Город Сочи |
| 20 октября              | Гонка ГТО | | |
| 20 октября              | «Битва роботов-2017»                                                                                          | | |
| 21 октября              | Финал турнира по мини-футболу «Навстречу Чемпионату мира по футболу 2018»                                     | | |
| Церемония закрытия      | | | |
| 21 октября              | Церемония закрытия                                                                                            | | Город Сочи, Ледовый дворец «Большой» |

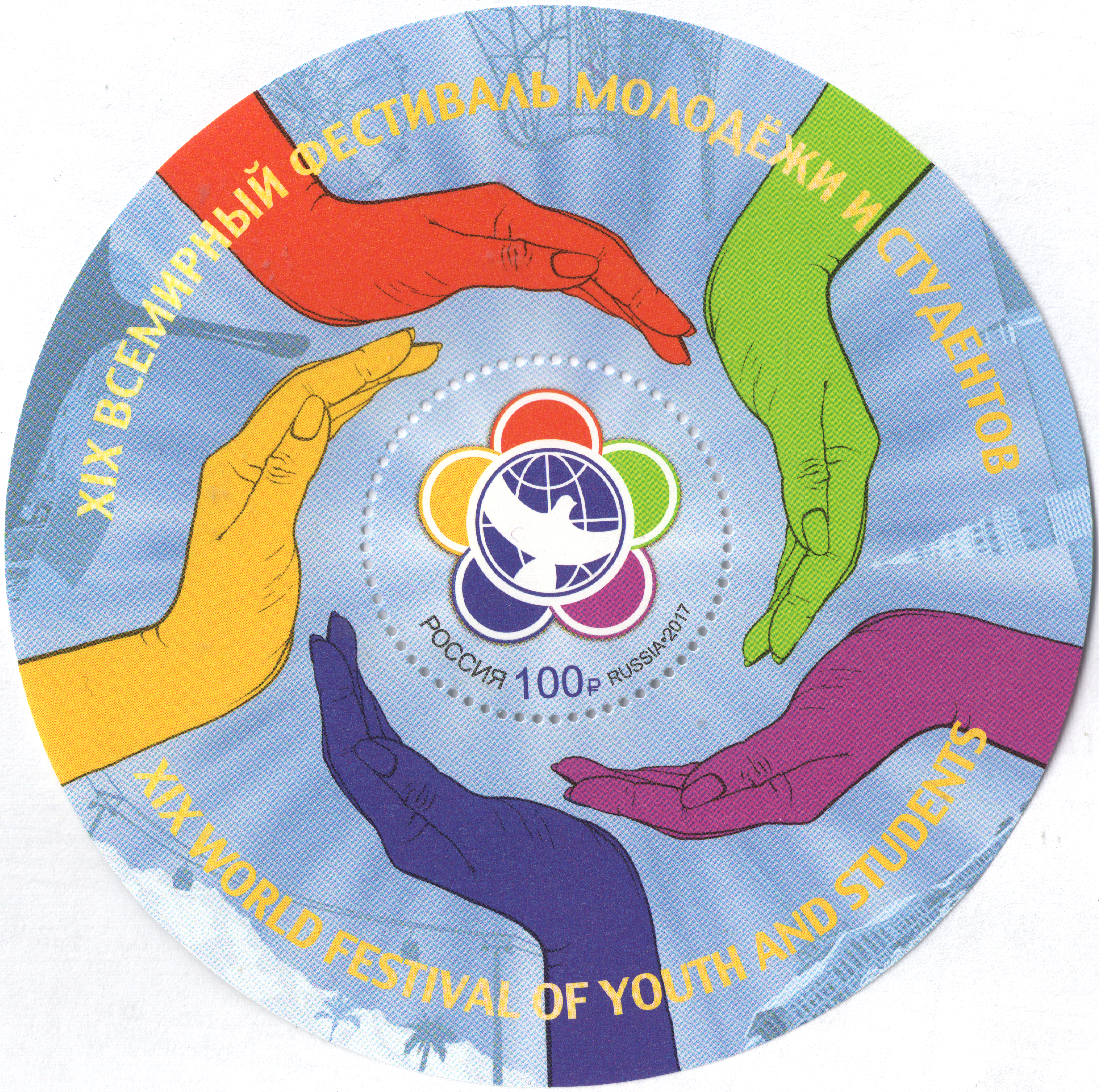
Почтовый блок

Научно-образовательные тематические направления
Были проведены научно-образовательные курсы и лекции где спикерами стали такие личности как, мотивационный оратор Ник Вуйчич, генеральный директор Всемирного фонда защиты дикой природы Марко Ламбертини, директор по внешней политике Google Авни Дорон, французский писатель Фредерик Бегбедер, генеральный секретарь FIFA Самура Фатма, основатель ТехноНиколь Игорь Рыбаков, совладелец холдинга Gralnik Group Максим Гральник
Региональная программа
- Здоровое поколение в здоровом мире (Великий Новгород)
- Будущее науки и глобального образования (Владивосток)
- Будущее науки и глобального образования; Индустрии будущего (Екатеринбург)
- Культура мира. Народы, которые живут вместе (Ижевск)
- Традиции и технологии (Казань)
- Экономика для будущего развития; Глобальная политика и ее вызовы (Калининград)
- Универсиада 2019. Навстречу миру! (Красноярск)
- Культура мира. Общие традиции (Махачкала)
- Экономика будущего. Инновационные предприятия как драйверы развития (Оренбург)
- Будущее науки и глобального образования (Новосибирск)
- Культура мира. Общие традиции (Ростов-на-Дону)
- Проектирование будущего: архитектура и дизайн; Международная молодёжная политика (Санкт-Петербург)
- История, которая объединяет мир (Севастополь)
- Молодёжное творчество и креативные пространства (Тюмень)
- Культура мира. Истории и традиции (Ярославль)

## Критика подготовки проведения фестиваля
Опасения о «приватизации» фестиваля российскими властями выдвигались еще в самом начале принятия решения о проведении фестиваля в России. Из-за этого организация Революционный Комсомол (большевиков) отказывалась подписывать заявку на проведение фестиваля на территории РФ.
Позднее члены ВФДМ выразили недовольство тем, что российская сторона фактически лишила фестиваль антикапиталистического окраса, который планировался изначально и присутствовал на всех остальных ранее проводившихся Всемирных фестивалей молодёжи и студентов, а также выразили недовольство тем, что власти РФ создают различные проблемы для ВФДМ на фестивале. По словам члена Президиума подготовительного комитета Всемирного фестиваля молодёжи и студентов от РКСМ(б) Александра Батова, «среди зарегистрированных на фестивальном сайте потенциальных участников Фестиваля из Франции, Нидерландов и других стран обнаружены представители ультраправых». Александр Батов за несколько дней до начала фестиваля заявил, что «российские власти в лице дирекции без объяснения причин отозвали приглашения почти тысячи иностранных делегатов, членов ВФДМ».
Сообщалось, что Федеральная служба охраны не допустила к фестивалю всех, у кого имелись административные нарушения, в том числе и за участие в несанкционированных акциях протеста. Таким образом, по неофициальным данным, 60 % молодых политических активистов не смогли пройти аккредитацию.